# Enrique Tierno Galván
Enrique Tierno Galván, apodado «el Viejo Profesor» (Madrid, 8 de febrero de 1918-19 de enero de 1986), fue un político, sociólogo, jurista y ensayista español, alcalde de Madrid entre 1979 y 1986.

## Nacimiento e inicios
Nació en Madrid el 8 de febrero de 1918. Sus orígenes familiares se encuentran en Valdeavellano de Tera, Soria. Su abuelo, Julián Tierno, fue capitán de infantería. Su padre también fue militar. Cursó el bachillerato en el Instituto Cervantes. Empezó sus estudios universitarios en la Universidad Central de Madrid, pero fueron interrumpidos por la Guerra Civil. Tras sus experiencias juveniles durante la Guerra Civil, en la que militó en el bando republicano, inició su carrera política como figura de la oposición al franquismo desde la Universidad. Durante los años cincuenta y setenta simbolizó el descontento primero y la rebelión después de parte de la comunidad universitaria.
Se casó en 1945 con Encarnación Pérez-Relaño. Tuvieron un hijo, Enrique (doctor en Ciencias Físicas), y una hija, Berta, que murió a los seis meses.

### Estudios
Se doctoró en Derecho en 1942, con veinticuatro años de edad, en la Universidad de Madrid, con la lectura de El tacitismo, una contribución al pensamiento político español, en una tesis dirigida por Francisco Elías de Tejada. Fue doctor en Filosofía y Letras, catedrático de Derecho Político desde 1948 hasta 1953 en la Universidad de Murcia, y desde 1953 hasta 1965, en la Universidad de Salamanca. Fue en esta última universidad donde aglutinó a un núcleo de profesores y estudiantes, algunos de los cuales, como Raúl Morodo, Pablo Lucas o Fernando Morán López, pasaron de discípulos a colaboradores políticos.

### Trayectoria y trabajo
Fue el primero en traducir el famoso Tractatus de  Ludwig Wittgenstein y realizó importantes estudios sobre la novela picaresca, la novela histórica y la sociología de masas. Era hombre muy culto, escribió unas interesantes Acotaciones a la historia de la cultura occidental en la Edad Moderna (1964) y tradujo la obra fundamental de Edmund Burke, las Reflexiones sobre la Revolución Francesa. En Salamanca dirigió un Boletín Informativo del Seminario de Derecho Político, que utilizó como plataforma de opinión, y creó una Asociación por la Unidad Funcional de Europa, de corta vida y con un ideario político que mezclaba el humanismo y el europeísmo y se decía socialista sin pertenecer por ello al PSOE. Por sus actividades políticas, sufrió el rigor de las cárceles franquistas en 1957.
Su prestigio político e intelectual queda consolidado en los años setenta, tras su confuso ingreso y expulsión de la Agrupación Socialista Madrileña —que, teóricamente, obedecía al PSOE histórico, cuya ejecutiva estaba afincada en Toulouse (Francia)—. Se debió sobre todo, además de a su presentación como intelectual marxista no «escolástico», a su expulsión a perpetuidad (junto a otros catedráticos y profesores universitarios como José Luis López Aranguren y Agustín García Calvo) de las universidades españolas tras las protestas estudiantiles iniciadas en Madrid en 1965 contra la dictadura franquista, protestas que él apoyó.

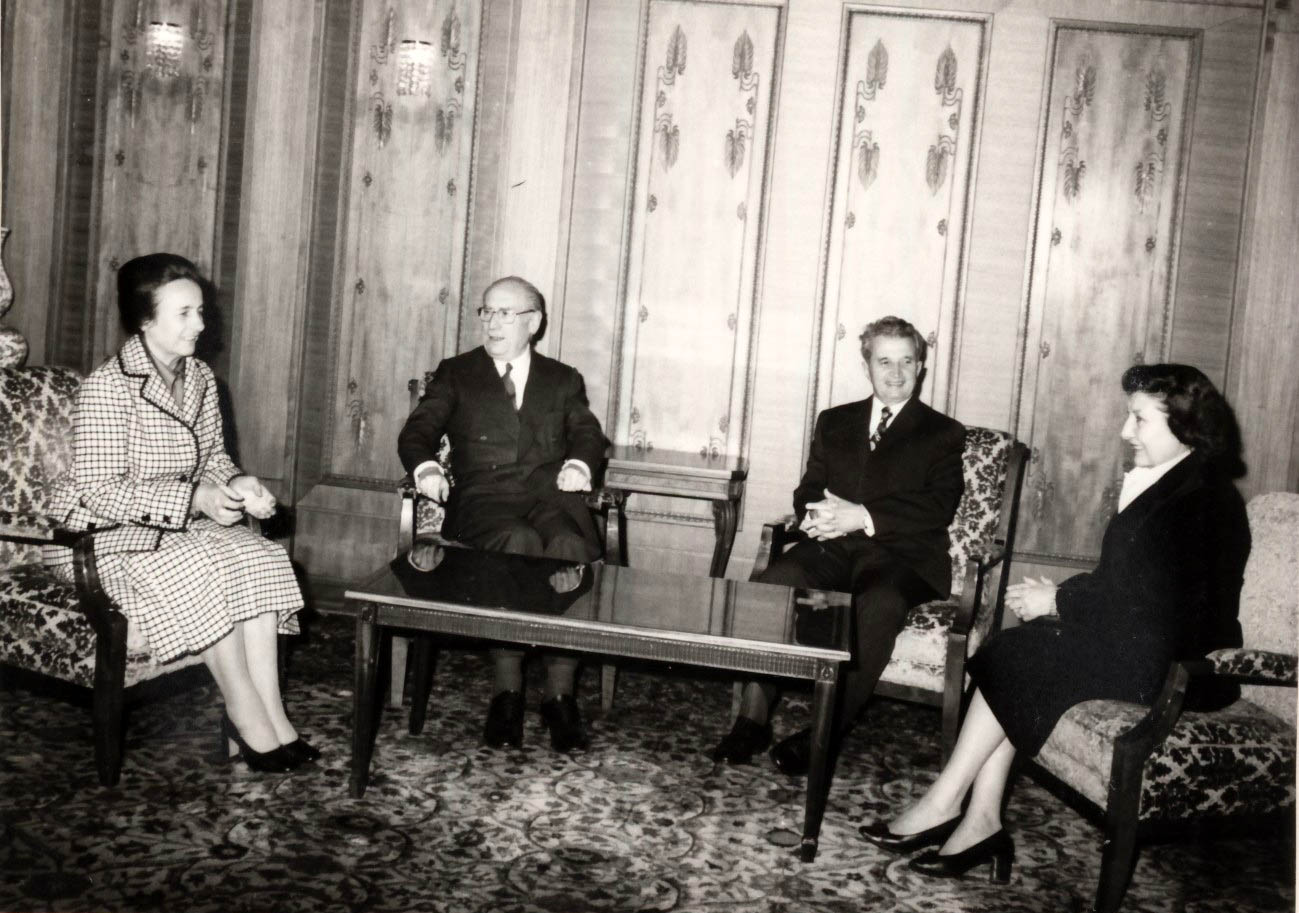
Tierno Galván y su mujer junto al matrimonio Ceaușescu en una visita a Rumanía en abril de 1977.

### Estados Unidos
En 1966 se traslada a Estados Unidos donde fue profesor en la Universidad de Princeton (1966-1967), y se convirtió en el líder de la Federación Socialista en Madrid —también conocido como el «grupo de Marqués de Cubas», por su domicilio de actuación—, con el que buscaba liderar a todo el socialismo del interior. Tras una entrevista con Rodolfo Llopis en París en 1966, al regresar a España, en 1968, funda el Partido Socialista del Interior (PSI), que posteriormente, en 1974, pasó a llamarse Partido Socialista Popular (PSP). Ese mismo año, junto al Partido Comunista de España (PCE), el Partido del Trabajo de España (PTE), el Partido Carlista (PC) y numerosas personalidades independientes, formaría la Junta Democrática de España (JDE).

### La Transición
Durante la Transición, que le permitió volver a la universidad española en 1976, tuvo que hacer frente a un PSOE refundado desde el interior por socialistas vascos, madrileños y sevillanos y liderado por Felipe González, quien le arrebató gran parte del liderazgo en el campo de la izquierda socialista. Los miembros de este partido le acusaban de confusionismo ideológico y oportunismo político en unos momentos en que las manifestaciones políticas de González y su grupo eran más abiertamente socialistas y antimonárquicas. La táctica del PSOE era, además, opuesta al aperturismo del PSP hacia el PCE, los monárquicos o Comisiones Obreras. Aunque Tierno reafirmó en el I Congreso del PSP en 1976 la línea marxista y revolucionaria de su formación política, no pudo competir con un PSOE apoyado, reconocido e incluso financiado por la mayoría de los partidos socialistas europeos, que seguían una línea socialdemócrata.

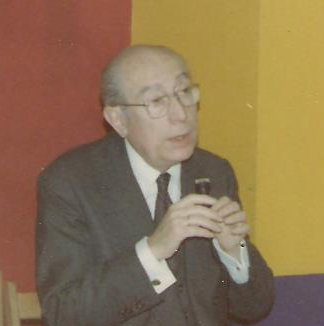
Tierno Galván en 1978

En las primeras elecciones democráticas de junio de 1977, obtuvo el acta de diputado por Madrid, en las listas de la coalición Unidad Socialista, formada entre el PSP y la Federación de Partidos Socialistas, y que obtuvo seis diputados. En agosto de ese año intervino en la resolución del secuestro de ocho rehenes por parte un miembro del GRAPO.
Condenado a la marginación política por el PSOE, que vetó su participación en la redacción de la Constitución, Tierno aceptó la integración del PSP en el PSOE en abril de 1978, y con este partido volvió a salir diputado en 1979 y 1982. Elegido presidente honorario del PSOE como un reconocimiento a su prestigio y carisma en abril de 1978, abandonó ese cargo por discrepancias con la ejecutiva de González en 1979, entonces embarcada en el abandono del marxismo y la marginación definitiva del socialismo madrileño.

## Alcalde de Madrid
En las primeras elecciones municipales de la democracia, en abril de 1979, se presenta a la alcaldía de Madrid. Aunque su partido, el PSOE, no es el más votado (fue la UCD), una coalición con el PCE le da la alcaldía. Su popularidad como alcalde fue enorme, siendo reelegido en 1983.

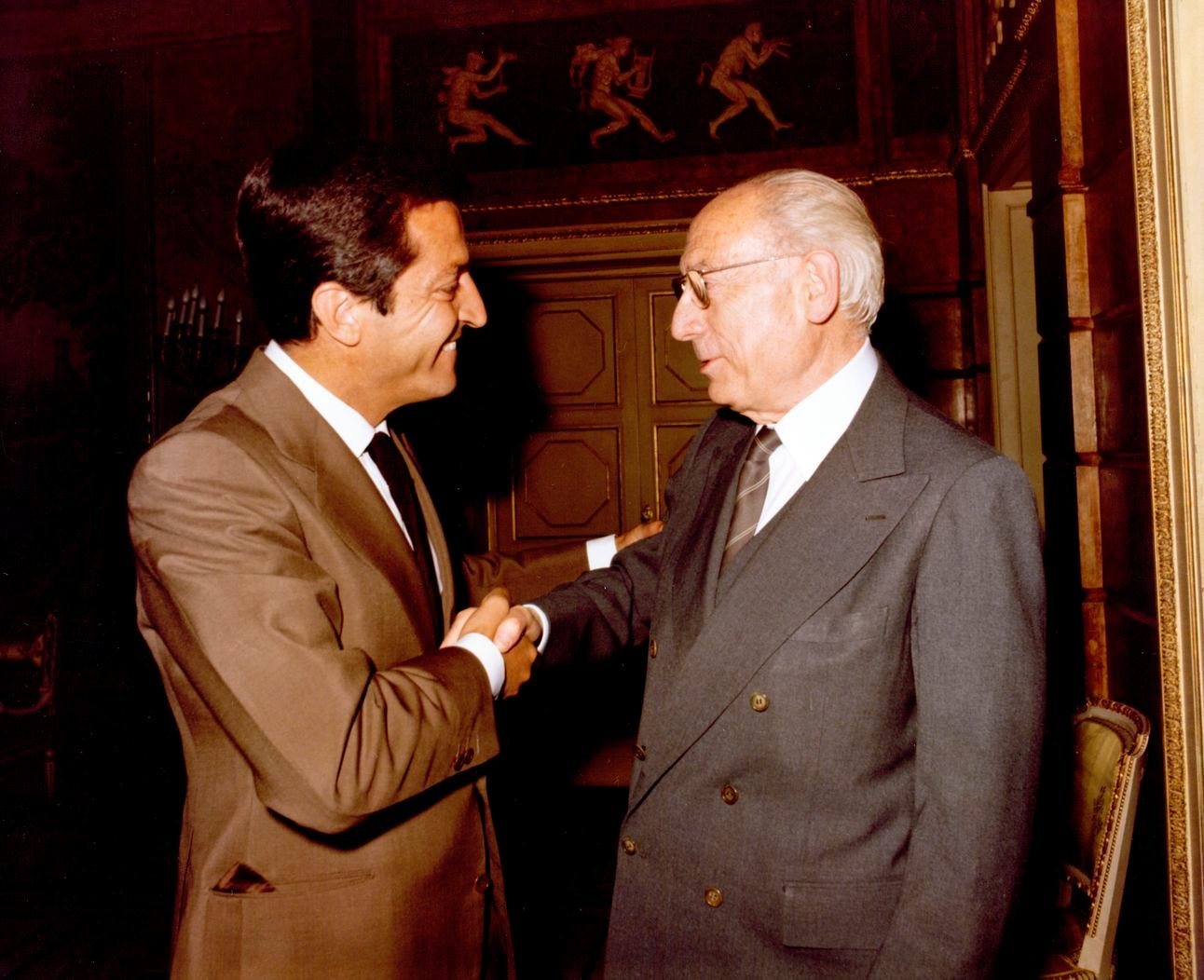
Recibido por Adolfo Suárez en la Moncloa en julio de 1980

Su labor como alcalde suscitó una extraña unanimidad a su favor, que fue más allá de su filiación política y su fama traspasó las fronteras del país llegando a presidir la Federación Mundial de Ciudades Unidas. Madrid vivió en esos años un espectacular renacimiento de su vida cultural, artística y social, adormecida durante el franquismo, que se conoció como «movida madrileña» y que llegó a identificarse con la figura misma del «Viejo Profesor» y su particular populismo, que conectaba tanto con la juventud como con la tercera edad. 

### Reformas
Durante casi siete años de mandato, llevó a cabo numerosas reformas, entre las que destacan:
- Demolición iniciada en 1985 del paso elevado para automóviles, popularmente conocido como «Scalextric» situado en la Glorieta de Atocha.[15] Esta construcción, de alto impacto estético, fue sustituida por un subterráneo.
- Reordenación del mapa administrativo de la ciudad, que pasó de 18 juntas de distrito a 21.
- Reedificación de varios barrios, especialmente en las zonas de Orcasitas, Usera, Villaverde y Vallecas. Estas zonas estaban muy afectadas por el problema del chabolismo desde la década de 1960. Las infraviviendas de una planta fueron sustituidas por bloques de pisos modernos y se inauguraron espacios verdes como el parque de Pradolongo.
- Plan de saneamiento integral de Madrid, su obra más importante, aunque no tan famosa, que limpió las aguas residuales de Madrid. A partir del 22 de septiembre de 1984 se colocaron patos y peces en el Manzanares como símbolo del agua limpia.[16]
- Se promovió la creación del Planetario de Madrid, inaugurado ya después de su muerte en 1986.
- Creación del mayor centro cultural de Madrid, el centro cultural Conde Duque, en 1983, y realización de Centros Culturales en los barrios de la Ciudad, como el centro cultural Galileo, de 1985.
- Recuperación de las verbenas y fiestas populares de los barrios de Madrid. Tierno Galván impulsó la cultura madrileña, tanto la tradicional (zarzuelas) como la contemporánea (Movida madrileña).
- Protección del patrimonio histórico y arquitectónico de Madrid. Se rehabilitaron los barrios del centro histórico, sobre los que pesaban planes de derribo. Se protegieron las corralas. Se creó la Lista de Establecimientos arquitectónicos protegidos, para salvar los comercios centenarios.

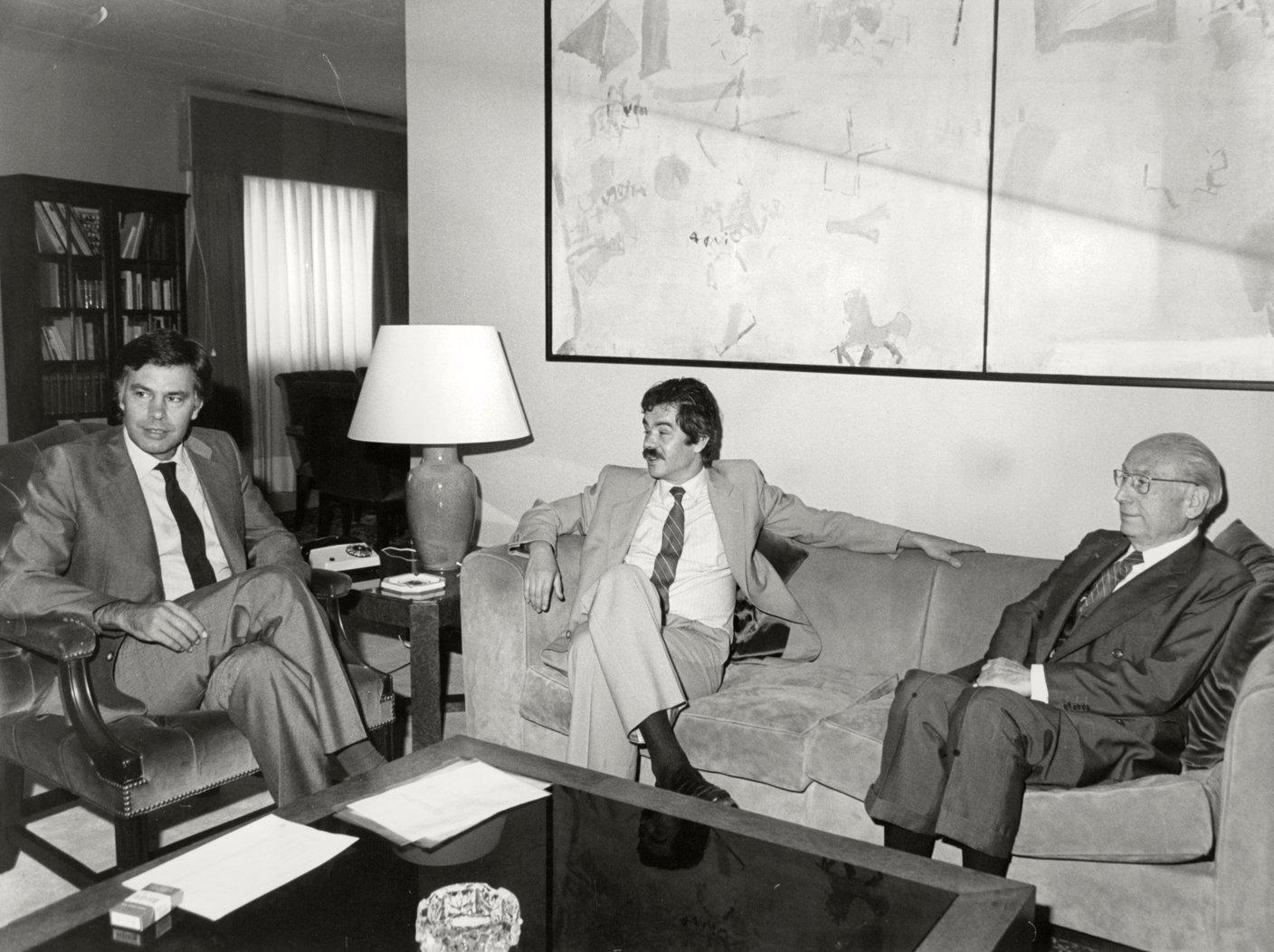
Recibido junto a Pasqual Maragall en La Moncloa por Felipe González (septiembre de 1983).

Con estas y otras actuaciones alcanzó una gran popularidad. Se ganó el afecto de los madrileños con sus humorísticos y bien escritos Bandos municipales y con iniciativas que cuidaban los pequeños detalles como devolver los patos al río Manzanares y las flores a los parterres públicos, incluso entre los jóvenes, al apoyar la llamada Movida madrileña.

## Muerte

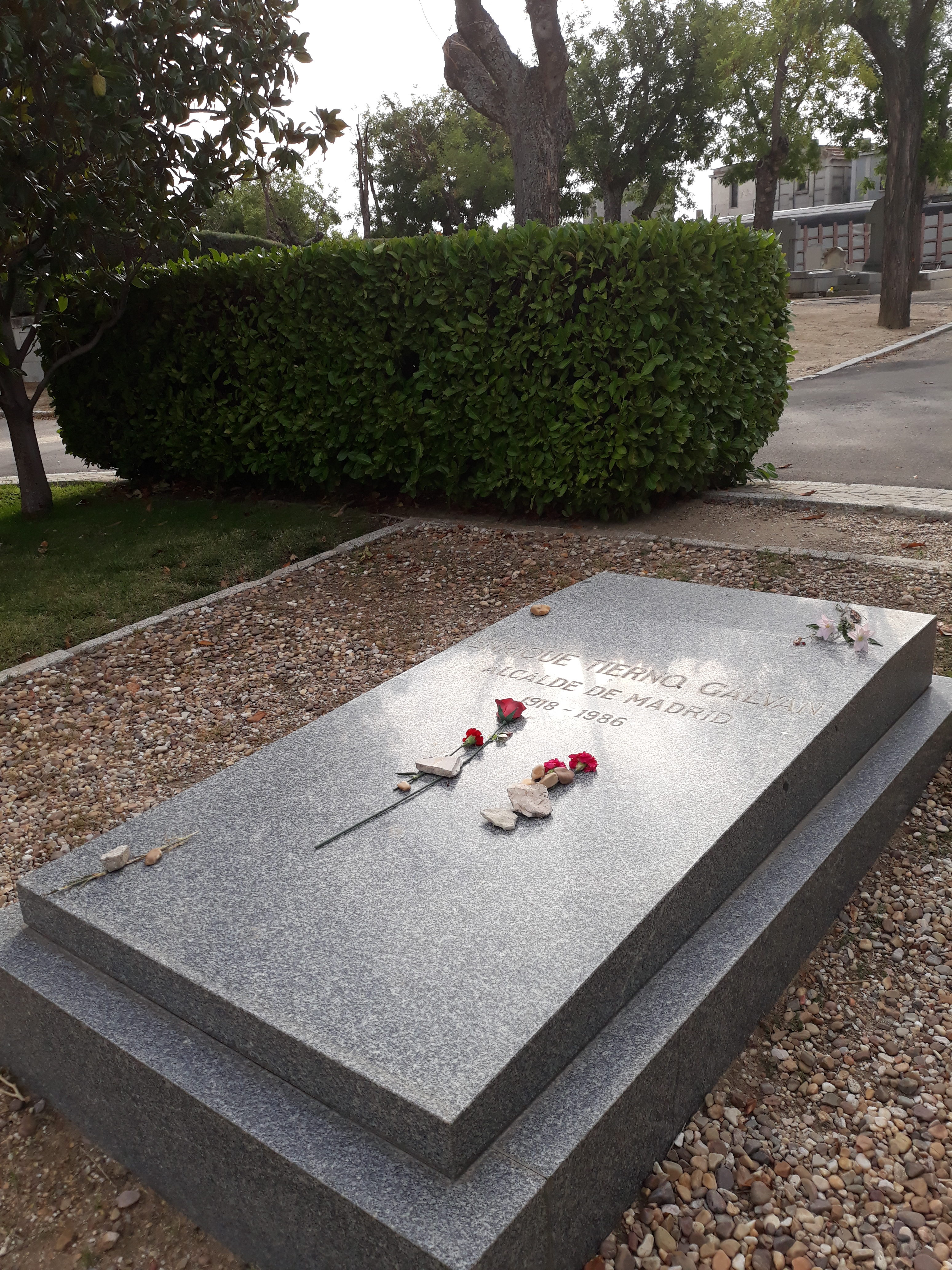
Tumba de Tierno Galván en el cementerio de la Almudena

El 15 de enero de 1986 fue ingresado en la Clínica Ruber a las 15:00 horas, como consecuencia de una caída mientras tomaba un baño en su domicilio. En un primer momento hubo un comunicado médico donde se refería a un traumatismo en la región sacrocoxígea. Otras fuentes, desde el propio Ayuntamiento, señalaban un empeoramiento de la metástasis de hígado que ya padecía.
Falleció en su ciudad natal el 19 de enero de 1986. Recibió sepultura en el cementerio de la Almudena el día 21 de enero. Su entierro se convirtió en una de las concentraciones más numerosas de las ocurridas en la capital de España por ese motivo.

## Obra
Conocido cariñosamente como El viejo profesor y autor de varios libros, fue el encargado de redactar el Preámbulo de la Constitución española de 1978. De sus abundantísimos trabajos políticos, jurídicos y ensayísticos destacan su libro de memorias Cabos sueltos y los célebres Bandos municipales redactados por él mismo, llenos de ingenio, fina ironía y gran talento literario.
Algunos criticaron su libro de memorias Cabos sueltos (1981) y proclamaron la dudosa verosimilitud del personaje que se había hecho construir como «Viejo Profesor», desfigurando su propia trayectoria personal, algo que sin embargo él mismo reconocía ya en el prólogo de estas memorias. Se considera como continuación de Cabos sueltos a la obra Atando cabos del jurista Raúl Morodo, colaborador de Tierno desde la época del PSP.
En su vasta bibliografía destacan las siguientes obras:
- Formas y modos de vida en torno a la Revolución de 1848 (1950).
- Sociología y situación (1954), Editorial Aula.
- Introducción a la sociología (1960), Editorial Tecnos.
- Costa y el Regeneracionismo (1961), Editorial Barna.
- Desde el espectáculo a la trivialización (1961), Taurus Ediciones, ISBN 978-84-306-1025-9.
- Anatomía de la conspiración (1962), Taurus Ediciones, ISBN 978-84-306-9042-8.
- Tradición y modernismo (1962), Editorial Tecnos, ISBN 978-84-309-0037-4.
- Humanismo y sociedad (1964), Editorial Seix Barral, ISBN 978-84-322-0103-5.
- Acotaciones a la historia de la cultura occidental en la Edad Moderna: desde el fin de la Edad Media hasta la actualidad (1964), Editorial Tecnos, ISBN 978-84-309-0300-9.
- Diderot como pretexto (1965), Taurus Ediciones, ISBN 978-84-306-9070-1.
- Conocimiento y Ciencias Sociales (1966), Editorial Tecnos, ISBN 978-84-309-0068-8.
- La realidad como resultado (1966), Ediciones La Torre.
- Baboeuf y Los Iguales. Un episodio del socialismo premarxista (1967), Editorial Tecnos, ISBN 978-84-309-0305-4.
- Razón mecánica y razón dialéctica (1969), Editorial Tecnos.
- La humanidad reducida (1970), Editorial Taurus.
- Escritos (1950–1960) (1971), Editorial Tecnos.
- Conocimiento y ciencias sociales (1973), Editorial Tecnos, ISBN 803090428X.
- La rebelión juvenil y el problema de la universidad (1973), Seminarios y Ediciones, ISBN 84-299-0042-X.
- Sobre la novela picaresca y otros escritos (1974), Editorial Tecnos, ISBN 84-309-0494-8.
- Yo no soy ateo (1975), Editorial Tecnos, ISBN 84-309-0567-7.
- Qué son las izquierdas (1976), La Gaya Ciencia, ISBN 84-7080-956-3.
- España y el Socialismo (1976), Editorial Tucar, ISBN 84-85199-10-3.
- Democracia, Socialismo y Libertad (1977), Ediciones Paulinas, ISBN 84-285-0638-8.
- Idealismo y pragmatismo en el siglo XIX español (1977), Editorial Tecnos, ISBN 84-309-0688-6.
- Galdós y el episodio nacional Montes de Oca (1979), Editorial Tecnos, ISBN 84-309-0824-2.
- ¿Qué es ser agnóstico? (1982), Editorial Tecnos, ISBN 84-309-0921-4.
- Cabos sueltos (1982), ISBN 84-02-08516-4.
- Canto a la paz (1983), ISBN 8430093804.
- La España autonómica (1985), Editorial Bruguera, ISBN 84-02-10435-5.
- Los toros, acontecimiento nacional (1988), Editorial Turner, ISBN 84-7506-251-2.

## Reconocimiento
En reconocimiento a Enrique Tierno Galván, se han realizado diferentes homenajes:

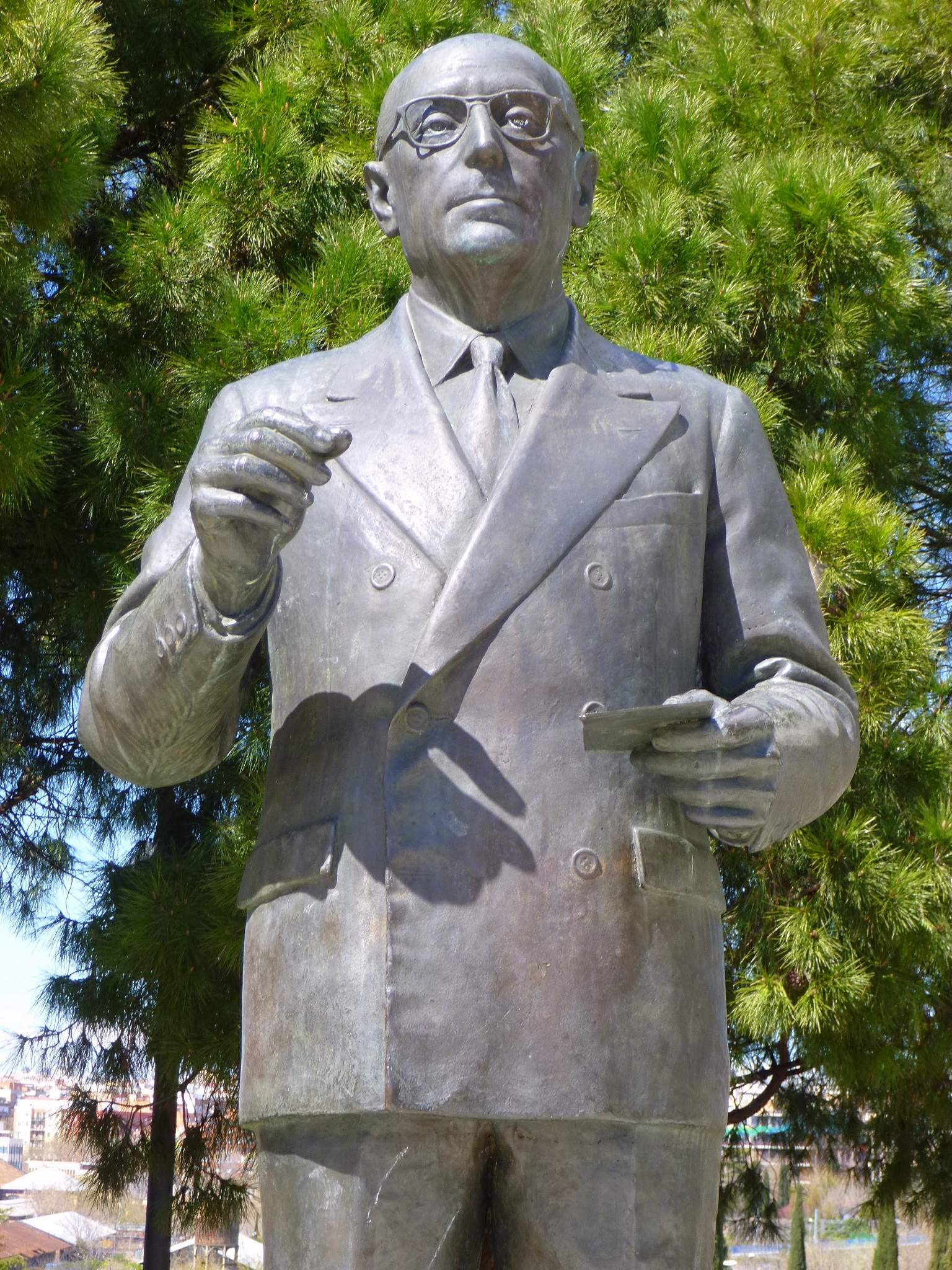
Monumento a Enrique Tierno Galván en el parque a él dedicado en el distrito madrileño de Arganzuela

- Avenida Enrique Tierno Galván en Tegucigalpa.
- Parque Tierno Galván en Alcalá de Henares.

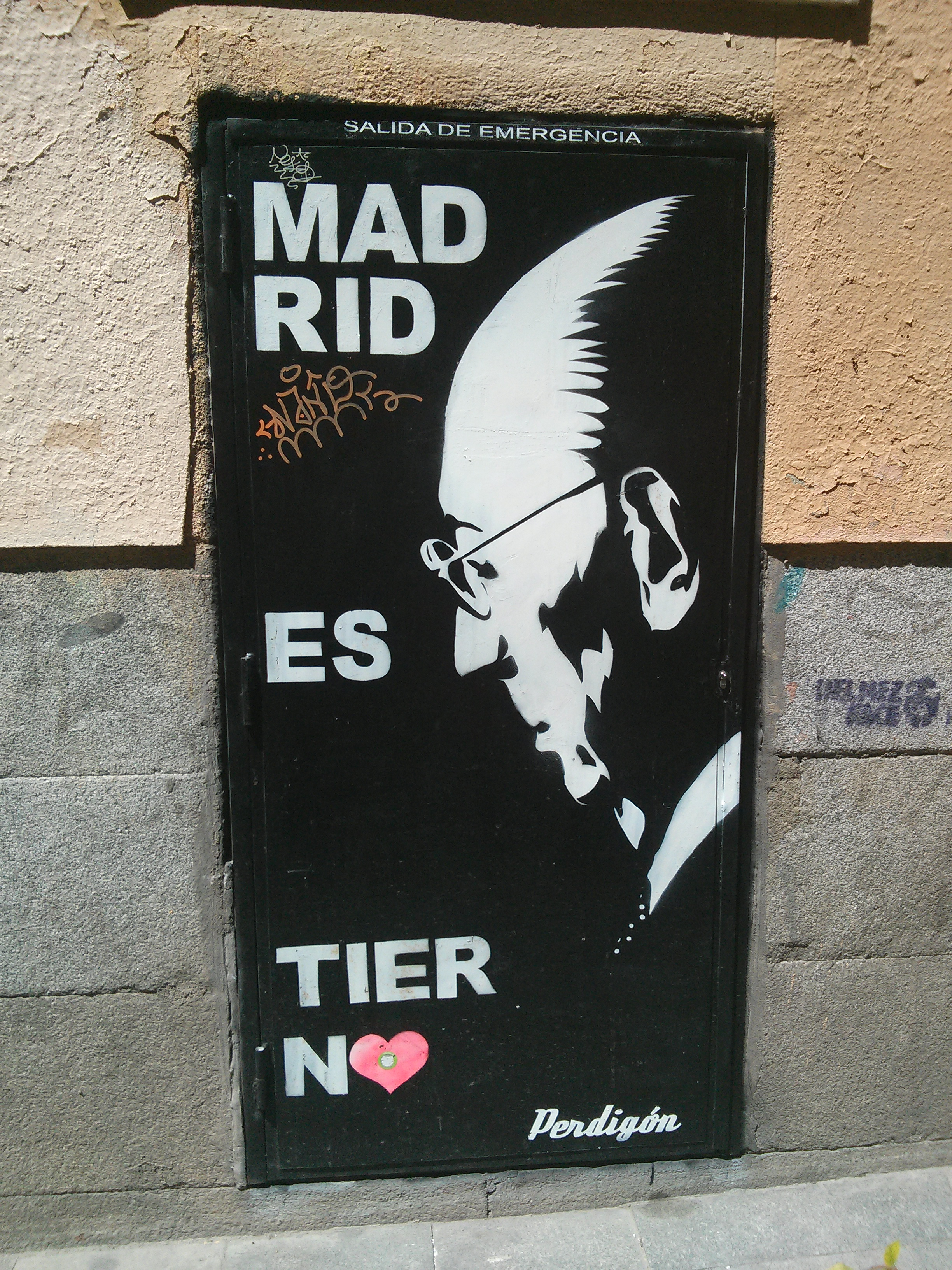
Grafiti en homenaje a Tierno Galván en alto contraste, en la calle de la Palma de Madrid

- Parque de Enrique Tierno Galván el cual tiene un monumento a con una escultura a su imagen situado en el distrito madrileño de Arganzuela.
- Parque Tierno Galván en Alcalá de Henares.
- Parque Enrique Tierno Galván en Mairena del Alcor.
- Parque Enrique Tierno Galván en Montilla.
- Parque de Enrique Tierno Galván en Valdemoro.
- Plaza de Enrique Tierno Galván en Parla además de contar con el Instituto Enrique Tierno Galván también en este municipio madrileño.
- Instituto Enrique Tierno Galván en Leganés.
- Instituto Enrique Tierno Galván en el distrito de Villaverde en Madrid.
- Paseo de Enrique Tierno Galván en Culleredo (Galicia) hay una escultura que representa su busto.
- Plaza Tierno Galván en Valencia.
- Instituto Enrique Tierno Galván en Moncada (Valencia).
- Professor Enrique Tierno Galván en Burjassot (Burjassot).
- Colegio público Enrique Tierno Galván en la localidad de Manzanares (Ciudad Real).
- Colegio público Enrique Tierno Galván en la localidad de Puertollano (Ciudad Real) hay una escultura que representa su busto.
- Colegio público Enrique Tierno Galván en la localidad de Puerto de Sagunto (Valencia).
- Colegio público Enrique Tierno Galván en la localidad de Godelleta (Valencia).
- Colegio público Tierno Galván en Molina de Segura (Murcia)
- Colegio público Tierno Galván en Totana, Región de Murcia.
- Instituto Profesor Tierno Galván de Alcalá de Guadaíra (Provincia de Sevilla).
- Instituto Profesor Tierno Galván de La Rambla (Córdoba).
- Instituto Enrique Tierno Galván en Fuenlabrada.
- Calle Alcalde Tierno Galván en Dos Hermanas.
- Colegio Público Enrique Tierno Galván en Valladolid.
- Calle Enrique Tierno Galván en Laguna de Duero (Valladolid).
- Calle Enrique Tierno Galván en Barberà del Vallés (Provincia de Barcelona).
- Escuela de Artes Aplicadas Tierno Galván en Melilla.
- Calle Tierno Galván (placa con la legenda Alcaide de Madrid | Grande Amigo de Lisboa), en la freguesia de Campo de Ourique (antigua freguesia de Santa Isabel), en el municipio de Lisboa (códigos postales: 1070-274, 1099-008, 1099-036, 1099-048, 1099-054, 1099-093, 1099-096).
- Colegio público Profesor Don Enrique Tierno Galván en la localidad de Collado Villalba en Madrid.
- Monumento en la Plaza de España (parque Alfonso XIII) de Tegucigalpa.
- Calle Tierno Galván en Cartagena.
- Colegio Público Tierno Galván en la localidad de Tres Cantos.
- Centro de Educación de Personas Adultas "Enrique Tierno Galván", en Alcázar de San Juan (Ciudad Real).

## Festival musical en homenaje a Tierno Galván
El 11 de abril de 1986, el paseo de Camoens acogió un festival musical en homenaje a Tierno Galván, que siendo alcalde había promocionado conciertos musicales en ese espacio, en pleno periodo de la llamada «Movida madrileña». El evento fue organizado por estudiantes de las universidades Complutense, Autónoma, Politécnica y Universidad Nacional a Distancia a raíz de su fallecimiento.